# 奧德拉德納巴爾卡
47°3′37″N 31°0′55″E / 47.06028°N 31.01528°E
奧德拉德納-巴爾卡（烏克蘭語：Одрадна Балка）是位於烏克蘭西南部的村莊，由敖德萨州贝雷济夫卡区的貝雷濟夫卡市鎮負責管轄。該村始建於1824年，面積0.23平方公里，海拔高度14米，2001年人口25，人口密度每平方公里107.76人。